# Dana Glöß
Dana Glöß (* 14. Dezember 1982 in Werdau) ist eine ehemalige deutsche Bahnradsportlerin.
Ihre sportliche Laufbahn begann Dana Glöß zunächst als Eisschnellläuferin, bevor sie sich 2003 dem Bahnradsport zuwandte. Nach nur zwei Monaten Training wurde sie auf Anhieb Zweite bei den Deutschen Bahn-Meisterschaften im Keirin. 2004 wurde Dana Glöß erstmals Deutsche Meisterin, im 500-m-Zeitfahren. 2005 konnte sie diesen Erfolg wiederholen und zudem den Titel im Sprint erringen. 2007 wurde sie erneut Deutsche Meisterin im Sprint.
Bei den UCI-Bahn-Weltmeisterschaften 2008 in Manchester wurde Dana Glöß Dritte im Teamsprint, gemeinsam mit Miriam Welte. Sie startete zudem erfolgreich bei Weltcuprennen. 2005 bis 2007 und 2009 gewann sie den Großen Preis von Deutschland im Sprint.
Dana Glöß lebte in Berlin und fuhr für den „RSV Werner Otto“; ihr Trainer war Emanuel Raasch. Sie studierte Sportwissenschaft.